# Kasper Hämäläinen
Kasper Hämäläinen (Turku, 8 augustus 1986) is een profvoetballer uit Finland die als middenvelder speelt. Eind 2015 verliep zijn contract bij Lech Poznań. Hij tekende in 2016 transfervrij een contract bij Legia Warschau.

## Interlandcarrière
Hämäläinen kwam tot dusver negentien keer (vijf doelpunten) uit voor de nationale ploeg van Finland. Onder leiding van de Schotse bondscoach Stuart Baxter maakte hij zijn debuut op 19 november 2008 in de vriendschappelijke uitwedstrijd tegen Zwitserland (1-0) in Sankt Gallen. Hij moest in dat duel na de eerste helft plaatsmaken voor Otto Fredrikson.
| Interlanddoelpunten | Interlanddoelpunten | Interlanddoelpunten | Interlanddoelpunten   | Interlanddoelpunten | Interlanddoelpunten | Interlanddoelpunten | Interlanddoelpunten |
| #                   | Datum               | Locatie             | Wedstrijd             | Goal(s)             | Score               | Uitslag             | Wedstrijd           |
| ------------------- | ------------------- | ------------------- | --------------------- | ------------------- | ------------------- | ------------------- | ------------------- |
| 1                   | 17 oktober 2010     | Helsinki            | Finland – San Marino  | 49'                 | 2 – 0               | 8 – 0               | EK-kwalificatie     |
| 2                   | 17 oktober 2010     | Helsinki            | Finland – San Marino  | 67'                 | 5 – 0               | 8 – 0               | EK-kwalificatie     |
| 3                   | 10 augustus 2011    | Riga                | Letland – Finland     | 58'                 | 0 – 1               | 0 – 2               | Oefeninterland      |
| 4                   | 2 september 2011    | Helsinki            | Finland – Moldavië    | 11'                 | 1 – 0               | 4 – 1               | EK-kwalificatie     |
| 5                   | 2 september 2011    | Helsinki            | Finland – Moldavië    | 43'                 | 2 – 0               | 4 – 1               | EK-kwalificatie     |
| 6                   | 12 oktober 2012     | Helsinki            | Finland – Georgië     | 62'                 | 1 – 1               | 1 – 1               | WK-kwalificatie     |
| 7                   | 7 juni 2013         | Helsinki            | Finland – Wit-Rusland | 57'                 | 1 – 0               | 1 – 0               | WK-kwalificatie     |
| 8                   | 14 augustus 2013    | Turku               | Finland – Slovenië    | 82'                 | 2 – 0               | 2 – 0               | Oefeninterland      |
| 9                   | 1 juni 2016         | Brussel             | België – Finland      | 53'                 | 0 – 1               | 1 – 1               | Oefeninterland      |

1/6/2016

## Erelijst
Lech Poznań
- Pools landskampioen

2014/15
- Poolse supercup

2015
 Legia Warschau
- Pools landskampioen

2015/16
- Puchar Polski

2015/16